# اچ‌پی ویر
ویر تلفن هوشمندی از شرکت اچ پی است که در تاریخ ۹ فبریه ۲۰۱۱ معرفی شد. این دستگاه از سیستم عامل اچ پی وب او اس بهره می‌برد. قدرت آن را چیپ اسنپ دراگون ساخته شرکت کوالکام تأمین می‌کند و دارای صفحه نمایشی ۲٫۶ اینچی است.

## تاریخچه
اچ پی Veer در تاریخ ۹م فبریه ۲۰۱۱ به همراه اچ پی Pre 3 و اچ پی TouchPad معرفی و در ۱۵ مِی همان سال در ایالات متحده تحت شبکه AT&T و با نام HP Veer 4G به بازار عرضه شد.

## سخت‌افزار

### پردازنده
همان‌طور که اشاره شد قدرت این دستگاه را کوالکام اسنپ دراگون MSM7230 تأمین می‌کند که این SoC توسط شرکت کوالکام و بر پایه معماری ۴۵ نانومتری ساخته شده است.